# 紅ゆずる
紅 ゆずる（くれない ゆずる、8月17日 - ）は、日本の女優。元宝塚歌劇団星組トップスター。
大阪府大阪市、東大谷高等学校出身。身長173cm。血液型A型。愛称は「さゆみ」、「さゆちゃん」、「ゆずるん」、「べに子」。
所属事務所は松竹エンタテインメント。

## 来歴
2000年、宝塚音楽学校入学。
2002年、宝塚歌劇団に88期生として入団。入団時の成績は47番。星組公演「プラハの春／LUCKY STAR!」で初舞台。その後、星組に配属。
入団後は役のつかない時期が続いたが、2008年の「THE SCARLET PIMPERNEL」で新人公演初主演。新人公演最終学年となる入団7年目のラストチャンスでの抜擢となった。
2011年の「メイちゃんの執事」（バウホール・日本青年館公演）で、バウホール・東上公演初主演。
2012年の「ジャン・ルイ・ファージョン」（バウホール・日本青年館公演）で、2度目の東上公演主演。
2014年の「風と共に去りぬ」で、星組2番手として全国ツアー公演初主演。
2015年の「キャッチ・ミー・イフ・ユー・キャン」（赤坂ACTシアター・ドラマシティ公演）で、3度目の東上公演主演。
2016年11月21日付で星組トップスターに就任。相手役に綺咲愛里を迎え、翌年の「THE SCARLET PIMPERNEL」でトップコンビ大劇場お披露目。同公演は自身の新人公演主演作の再演ともなった。
2018年、第3回台湾公演「Thunderbolt Fantasy／Killer Rouge」に主演。5年ぶり2度目となる台湾公演で、主演として凱旋を果たした。
2019年10月13日、「GOD OF STARS／エクレール ブリアン」東京公演千秋楽をもって、宝塚歌劇団を綺咲と同時退団。
退団後は松竹エンタテインメント所属となり、芸能活動を再開。トップスター出身のタレントとしては同社の第一号となった。

## 人物
出生時、身長51cm・体重3520gで、病院内で一番大きな赤ちゃんだった。目の両端に赤い痣があったため、看護婦から「絶対花魁の生まれ変わり」と言われたという。
子供の頃はやんちゃな悪ガキで、毎日なにかしらイタズラをしていた。
小学3〜4年の頃、ミュージカル「ピーターパン」を観劇してはまり、緑色の服を買ってもらい、1年ほど自分はピーターパンだと思い生活していた。
背が高かったため、近所の人から「宝塚に入れば？」とよく言われていたが、当時は興味がなかった。
小学5年の時、たまたまTVで放映されていた雪組公演「雪之丞変化／サジタリウス」を観て宝塚にはまり、タカラジェンヌになると決意した。宝塚初観劇は、雪組公演「仮面のロマネスク／ゴールデン・デイズ」。
録画した宝塚歌劇のビデオを観て、自己練習とイメージトレーニングを繰り返し、その姿に両親が折れ、受験前の半年弱だけバレエと声楽を習うことを許された。
2次試験の面接では特技の俳句を披露した。

## 宝塚歌劇団時代の主な舞台

### 初舞台
- 2002年4 - 5月、星組『プラハの春』『LUCKY STAR!』（宝塚大劇場）

### 星組時代
- 2002年6 - 8月、『プラハの春』『LUCKY STAR!』（東京宝塚劇場）
- 2002年11 - 12月、『ガラスの風景』 - 警官、新人公演：モーリス（本役：真灯かなた）『バビロン』（宝塚大劇場）
- 2003年1月、『恋天狗』（バウホール） - 天狗
- 2003年2 - 3月、『ガラスの風景』 - 警官、新人公演：モーリス（本役：真灯かなた）『バビロン』（東京宝塚劇場）
- 2003年5月、『雨に唄えば』（日生劇場）
- 2003年7 - 11月、『王家に捧ぐ歌』
- 2004年2 - 6月、『1914／愛』『タカラヅカ絢爛』
- 2004年10 - 12月、『花舞う長安』『ロマンチカ宝塚'04』
- 2005年2 - 3月、『それでも船は行く』（バウホール）
- 2005年5 - 8月、『長崎しぐれ坂』『ソウル・オブ・シバ!!』
- 2005年9 - 10月、『龍星（りゅうせい）-闇を裂き天（あま）翔けよ。朕（ちん）は、皇帝なり-』（ドラマシティ・日本青年館） - 達懶
- 2006年1 - 4月、『ベルサイユのばら-フェルゼンとマリー・アントワネット編-』 - 新人公演：侍従長（本役：涼麻とも）
- 2006年6月、『フェット・アンペリアル』（バウホール） - トーマス
- 2006年8 - 11月、『愛するには短すぎる』 - 新人公演：デイブ・キャシディ（本役：和涼華）『ネオ・ダンディズム!』
- 2006年12 - 2007年1月、『ヘイズ・コード』（ドラマシティ・日本青年館） - リチャード・ホープ
- 2007年3 - 7月、『さくら』『シークレット・ハンター』 - 新人公演：ダゴベールの父（本役：英真なおき）
- 2007年8月、『シークレット・ハンター』『ネオ・ダンディズム!II』（博多座）
- 2007年11 - 2008年2月、『エル・アルコン-鷹-』 - シェリンガム、新人公演：エドリントン／マルティネス・ド・リカルド（本役：にしき愛）『レビュー・オルキス-蘭の星-』
- 2008年4月、『ANNA KARENINA（アンナ カレーニナ）』（バウホール） - アレクセイ・カレーニン
- 2008年6 - 10月、『THE SCARLET PIMPERNEL（スカーレット ピンパーネル）』 - ベン、新人公演：パーシー・ブレイクニー（本役：安蘭けい） 新人公演初主演[5][6]
- 2008年11月、『ブエノスアイレスの風』（日本青年館・バウホール） - ビセンテ
- 2009年2 - 4月、『My dear New Orleans（マイ ディア ニュー オリンズ）』 - エリック・ジョンソン『ア ビヤント』
- 2009年6 - 9月、『太王四神記 Ver.II』 - チュムチ
- 2009年10 - 11月、『コインブラ物語』（ドラマシティ・日本青年館） - アントニオ
- 2010年1 - 3月、『ハプスブルクの宝剣』 - アンドラーシュ・オルツィ『BOLERO』
- 2010年5月、『リラの壁の囚人たち』（バウホール・日本青年館） - ジョルジュ・ルビック
- 2010年7 - 8月、『ロミオとジュリエット』（梅田芸術劇場・博多座） - マーキューシオ
- 2010年10 - 12月、『宝塚花の踊り絵巻』『愛と青春の旅だち』 - シド
- 2011年1 - 2月、『メイちゃんの執事』（バウホール・日本青年館） - 柴田理人 バウ・東上初主演[7][6]
- 2011年4 - 7月、『ノバ・ボサ・ノバ』 - マール／オーロ／メール夫人[注釈 1]『めぐり会いは再び』 - ブルギニョン
- 2011年8 - 9月、『ノバ・ボサ・ノバ』 - メール夫人／オーロ[注釈 2]『めぐり会いは再び』 - ブルギニョン（博多座・中日劇場）
- 2011年11 - 2012年2月、『オーシャンズ11』 - テリー・ベネディクト
- 2012年3 - 4月、柚希礼音スペシャル・ライブ『REON!!』（ドラマシティ・日本青年館）
- 2012年5 - 8月、『ダンサ セレナータ』 - ホアキン・アドリアーノ『Celebrity』
- 2012年9月、『ジャン・ルイ・ファージョン-王妃の調香師-』（バウホール・日本青年館） - ジャン・ルイ・ファージョン 東上主演[7]
- 2012年11 - 2013年2月、『宝塚ジャポニズム〜序破急〜』『めぐり会いは再び 2nd〜Star Bride〜』 - ブルギニョン『Étoile de TAKARAZUKA（エトワール ド タカラヅカ）』 - エトワールオムA／ジェミニ／ヴァルゴオムS／ヴァルゴオムS2／エトワールギャルソンA／アクエリアスオムA
- 2013年3 - 4月、『宝塚ジャポニズム〜序破急〜』『怪盗楚留香（そりゅうこう）外伝-花盗人（はなぬすびと）-』 - 薛斌『Étoile de TAKARAZUKA（エトワール ド タカラヅカ）』（中日劇場・台北国家戯劇院）[6]
- 2013年5 - 8月、『ロミオとジュリエット』 - ティボルト[注釈 3]／ベンヴォーリオ[注釈 4]
- 2013年9 - 10月、柚希礼音スペシャル・ライブ『REON!!II』（東京国際フォーラム・博多座）
- 2014年1 - 3月、『眠らない男・ナポレオン-愛と栄光の涯（はて）に-』 - マルモン
- 2014年5 - 6月、『太陽王〜ル・ロワ・ソレイユ〜』（東急シアターオーブ） - ムッシュー
- 2014年7 - 10月、『The Lost Glory -美しき幻影-』 - ロナルド・マーティン『パッショネイト宝塚!』
- 2014年11 - 12月、『風と共に去りぬ』（全国ツアー） - レット・バトラー 全国ツアー初主演[6][8]
- 2015年2 - 5月、『黒豹（くろひょう）の如（ごと）く』 - ビクトル・デ・アラルコン『Dear DIAMOND!!』
- 2015年6 - 7月、『キャッチ・ミー・イフ・ユー・キャン』（赤坂ACTシアター・ドラマシティ） - フランク・アバグネイルJr. 東上主演[6]
- 2015年8 - 11月、『ガイズ&ドールズ』 - ネイサン・デトロイト
- 2016年3 - 6月、『こうもり』 - ガブリエル・フォン・アイゼンシュタイン侯爵『THE ENTERTAINER!』
- 2016年8 - 11月、『桜華に舞え』 - 衣波隼太郎『ロマンス!! (Romance)』

### 星組トップスター時代
- 2017年1月、『オーム・シャンティ・オーム-恋する輪廻-』（東京国際フォーラム） - オーム・プラカーシュ・マキージャー／オーム・カプール トップお披露目公演[1]
- 2017年3 - 6月、『THE SCARLET PIMPERNEL（スカーレット ピンパーネル）』 - パーシヴァル・ブレイクニー 大劇場トップお披露目公演[9][1]
- 2017年7 - 8月、『オーム・シャンティ・オーム-恋する輪廻-』（梅田芸術劇場） - オーム・プラカーシュ・マキージャー／オーム・カプール
- 2017年9 - 12月、『ベルリン、わが愛』 - テオ・ヴェーグマン『Bouquet de TAKARAZUKA（ブーケ ド タカラヅカ）』[1]
- 2018年2月、『うたかたの恋』 - ルドルフ／ハムレット『Bouquet de TAKARAZUKA（ブーケ ド タカラヅカ）』（中日劇場）[1]
- 2018年4 - 7月、『ANOTHER WORLD』 - 康次郎『Killer Rouge（キラー ルージュ）』[1]
- 2018年8 - 11月、『Thunderbolt Fantasy（サンダーボルトファンタジー）東離劍遊紀（とうりけんゆうき）』 - 凜雪鴉（リンセツア）『Killer Rouge／星秀☆煌紅』（梅田芸術劇場・日本青年館・國家戯劇院・高雄市文化中心至徳堂）[10][1]
- 2019年1 - 3月、『霧深きエルベのほとり』 - カール・シュナイダー『ESTRELLAS（エストレ―ジャス）〜星たち〜』[1]
- 2019年5月、『鎌足-夢のまほろば、大和（やまと）し美（うるわ）し-』（ドラマシティ・日本青年館） - 中臣鎌足[1]
- 2019年7 - 10月、『GOD OF STARS -食聖-』 - ホン・シンシン／紅孩児『Éclair Brillant（エクレール ブリアン）』 退団公演[11][1]

### 出演イベント
- 2008年12月、タカラヅカスペシャル2008『La Festa!』
- 2009年12月、タカラヅカスペシャル2009『WAY TO GLORY』
- 2011年4月、『ノバ・ボサ・ノバ』前夜祭
- 2011年12月、タカラヅカスペシャル2011『明日に架ける夢』
- 2012年12月、タカラヅカスペシャル2012『ザ・スターズ!〜プレ・プレ・センテニアル〜』
- 2014年4月、宝塚歌劇100周年 夢の祭典『時を奏でるスミレの花たち』
- 2015年3月、柚希礼音ディナーショー『The REON!!』[13]
- 2015年12月、タカラヅカスペシャル2015『New Century，Next Dream』
- 2016年1 - 2月、紅ゆずるディナーショー『STELLA ROSSA〜フリーダムに ランダムに〜』 主演[14]
- 2016年7月、『宝塚巴里祭2016』 主演[15]
- 2016年12月、タカラヅカスペシャル2016『Music Succession to Next』
- 2017年10月、第54回『宝塚舞踊会』[16]
- 2018年12月、タカラヅカスペシャル2018『Say! Hey! Show Up!!』
- 2019年8月、紅ゆずるディナーショー『Berry Berry BENNY!!』 主演[17]

## 宝塚歌劇団退団後の主な活動

### 舞台
- 2021年5 - 6月、『Jazzyなさくらは裏切りのハーモニー〜日米爆笑保障条約〜』（新橋演舞場） - 元星久美[18]
- 2021年8月、『エニシング・ゴーズ』（明治座） - リノ・スウィーニー[注釈 5][19][20]
- 2022年9月、『アンタッチャブル・ビューティー〜浪花探偵狂騒曲〜』（大阪松竹座） - 本間カナ[21]
- 2023年5月、『ホロー荘の殺人』（三越劇場） - ガーダ・クリストゥ[22]
- 2023年11 - 12月、『NOISES OFF』（森ノ宮ピロティホール・EX THEATER ROPPONGI・キャナルシティ劇場） - フレイヴィア・ブレント[23]
- 2024年1月、『詩楽劇「沙羅の光」〜源氏物語より〜』（東京国際フォーラム） - 光源氏[24]
- 2024年4月、『新生!熱血ブラバン少女。』（博多座・新歌舞伎座）[25]
- 2024年10月、『ゼロ時間へ』（三越劇場・COOL JAPAN PARK OSAKA TTホール） - オードリー・ストレンジ[26]
- 2024年11月、『雲のむこう、約束の場所 スペシャル・リーディング・オーケストラ・コンサート』（すみだトリフォニーホール・NHK大阪ホール） - 富澤常子[27]
- 2024年12月、『カタシロ～Relive vol.1～』(PARCO劇場） - 患者[28]
- 2025年2月、『FOLKER』（堂島リバーフォーラム）[29]
- 2025年3月、『殺意の代償』（品川プリンスホテル クラブeX）[30]
- 2025年5月、『あなたに会えてよかった』（三越劇場・COOL JAPAN PARK OSAKA TTホール）[31]
- 2025年7 - 8月、『Only1, NOT No.1』（シアタークリエ・岡谷鋼機名古屋公会堂）[32]
- 2025年9月、『THE MOUSETRAP』（博品館劇場）[33]
- 2025年12月、『八雲立つ』（東京国際フォーラム） - 岩⻑姫[34]

### ドラマ
- 2013年6月、TBS『TAKE FIVE〜俺たちは愛を盗めるか〜』 - 第8話[注釈 6]
- 2020年7月、テレビ東京『女子グルメバーガー部』第2話 - 厚子[35]
- 2023年3月、日テレプラス・ひかりTV『俳句先輩』 - 俳句先輩[36]

### 写真集
- 2023年2月、『悪い女 A BAD WOMAN』（東京ニュース通信社）[37]

### 情報番組
- 2023年～　『よんチャンTV』金曜不定期レギュラー（毎日放送）
- 2024年10月19日～　おとな旅あるき旅　ゲスト出演　(テレビ大阪、YouTube配信あり)

## 受賞歴
- 2008年、『阪急すみれ会パンジー賞』 - 新人賞[38]
- 2011年、『宝塚歌劇団年度賞』 - 2010年度努力賞[39]
- 2013年、『宝塚歌劇団年度賞』 - 2012年度努力賞[39]
- 2016年、『宝塚歌劇団年度賞』 - 2015年度努力賞[40]
- 2019年、『宝塚歌劇団年度賞』 - 2018年度特別賞[41]